# Promachus amastrus
Promachus amastrus là một loài ruồi trong họ Asilidae. Promachus amastrus được Walker miêu tả năm 1849.